# Eudasyphora cyanella
Eudasyphora cyanella är en tvåvingeart som först beskrevs av Johann Wilhelm Meigen 1826.  Eudasyphora cyanella ingår i släktet Eudasyphora och familjen husflugor. Arten har ej påträffats i Sverige. Inga underarter finns listade i Catalogue of Life.

## Bildgalleri

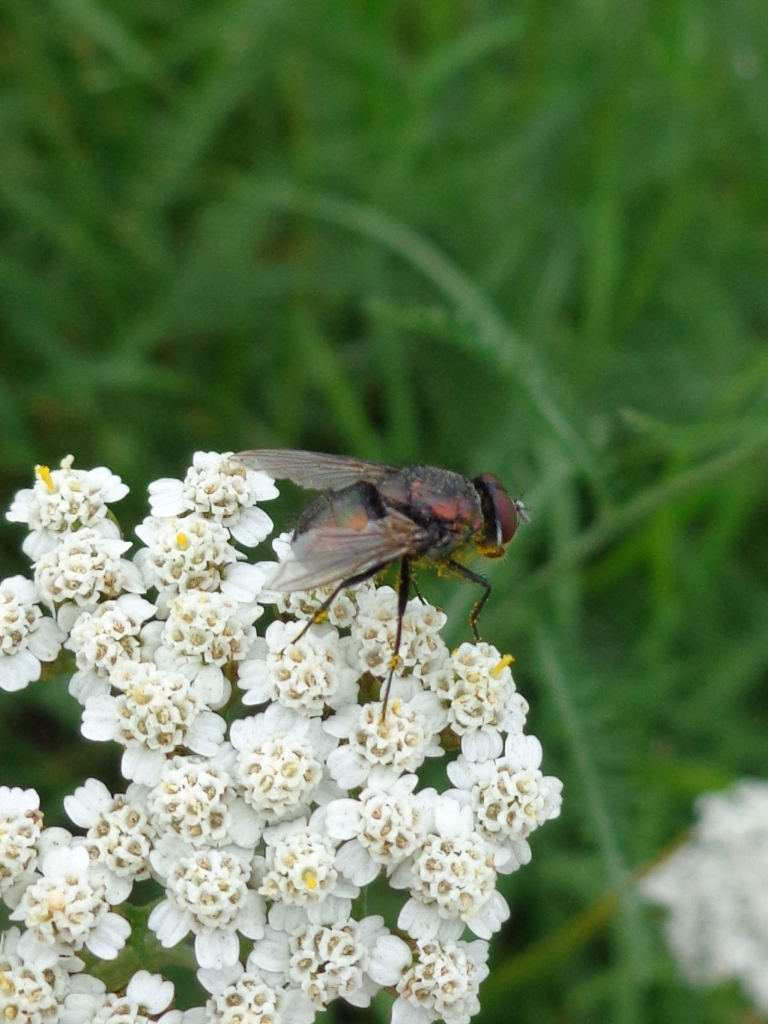